# رودريجو باتاجليا
رودريجو باتاجليا (من مواليد 12 يوليو عام 1991، بمورون في الأرجنتين) هو لاعب كرة قدم أرجنتيني في مركز الوسط. شارك مع منتخب الأرجنتين تحت 20 سنة لكرة القدم. أما مع النوادي، فقد لعب مع روزاريو سنترال وسبورتينغ براغا وموريرينسي ونادي راسينغ وهوراكان وS.C. Braga B ‏.

## روابط خارجية
- رودريجو باتاجليا على موقع الاتحاد الأوربي (الإنجليزية)
- رودريجو باتاجليا على موقع إي إس بي إن إف سي (الإنجليزية)
- رودريجو باتاجليا على موقع قاعدة بيانات كرة القدم.إي يو (الإنجليزية)
- رودريجو باتاجليا على موقع Soccerway.com (الإنجليزية)
- رودريجو باتاجليا على موقع عالم كرة القدم.نت (الإنجليزية)
- رودريجو باتاجليا على موقع AS.com (الإسبانية)